# Пепе (футболист, р.1935)
Вижте пояснителната страница за други личности с името Пепе.
Жозе Масия (на португалски: José Macia, произнася се Жузѐ Масия), по-известен като Пепе (Pépé) е бразилски футболист-национал, ляв нападател. По-късно работи като треньор. Един от най-добрите стрелци на своето време. С 405 гола в 750 мача за Сантош той отстъпва по този показател единствено на Пеле, който има 1124 гола за отбора.

## Биография
Роден е на 25 февруари 1935 г. в Сантош под името Жозе Масия в семейството на търговеца Жозе Масия и съпругата му Клотилде Ариаш Масия. Има двама по-големи братя, Силвио (1931-38) и Марио (1932-2002). Женен за Лелия Серано Масия от 17 юли 1964 г. Има четири деца.

## Кариера
Играе за Сантош от 1954 до 1969 г. Има 40 мача за Бразилия, от които 34 официални, автор на 22 гола за „Селесао“. Световен шампион през 1958 и 1962 г.
През 1973 г. започва треньорската си кариера като наставник на Сантош. През същата година печели Кампеонато Паулища, а в ръководения от него състав се подвизава бившият му съотборник Пеле. По-късно води отборите на Форталеза, Сао Пауло, Интернасионал де Лимейра, Йомиури Верди и Гуарани.

## Успехи
Като футболист с националния отбор:
- Световен шампион с Бразилия на СП '58 и СП '62.
- Копа Освалдо Круз '61 и '62.
- Атлантическа купа '56 и '60.
- Копа Рока '57 и '63.
- Копа Бернардо О'Хигинс '61.

Като футболист със Сантош:
- Шампион на Кампеонато Паулища '55, '56, '58, '60, '61, '62, '64, '65, '67 и '68.
- Носител на Купата на Бразилия през '61, '62, '63, '64 и '65.
- Носител на Копа Либертадорес '62 и '63.
- Носител на Европейско-южноамериканската купа през 1962 и 1963 г.
- Победител в турнира Рио-Сау Пауло през 1959, 1963, 1964 и 1966 г.
- Носител на Рекопа Сул-Американа (Рекопа Судамерикана) през 1968 г.

Като треньор:
- Победител със Сао Пауло на Кампеонато Бразилейро през 1986 г.
- Победител с Йомиуири Верди в Джей лигата през 1993 г.
- Победител с Интернасионал де Лимейра във втора дивизия на Кампеонато Бразилейро през 1988 г.
- Победител със Сантош в Кампеонато Паулища през 1973 г. и със Сау Пауло през 1986 г.
- Победител с Форталеза в Кампеонато Сеарензе през 1985 г.